# 小行星4333
小行星4333（英語：4333 Sinton）是一颗围绕太阳公转的小行星。1983年9月4日，愛德華·鮑威爾在可可尼诺县发现了此天体。
这颗小行星的绝对星等为178.2975417601709等。